# Bataille de Bita Paka
Première Guerre mondiale
Batailles
Campagne de Nouvelle-Guinée (1914)
La bataille de Bita Paka se déroula au sud de Kabakaul le 11 septembre 1914, sur l’île de Nouvelle-Poméranie (aujourd’hui Nouvelle-Bretagne) ; elle faisait partie de l’invasion suivie de l’occupation de la Nouvelle-Guinée allemande par la Force expéditionnaire terrestre et navale australienne (AN&MEF) peu après le début de la Première Guerre mondiale. Tout comme l’opération menée par la Nouvelle-Zélande contre les Samoa allemandes en août, la principale cible de l’opération était une station radio stratégiquement importante - l’une des nombreuses qu’utilisait l'escadre allemande d'Extrême-Orient - que les Australiens croyaient située dans la région. La puissante flotte navale allemande menaçait les intérêts britanniques et son élimination fut pendant la guerre une priorité pour les gouvernements britannique et australien.
Après le débarquement auquel elle n’avait pu s’opposer, une force mixte de réservistes allemands et de policiers mélanésiens à moitié entraînés organisa une résistance acharnée, forçant les Australiens à se battre pour atteindre leur objectif. Après une journée de combat avec des pertes dans les deux camps, les forces australiennes s’emparèrent de la station radio de Bita Paka. Cette bataille fut le premier grand engagement militaire de l’Australie dans la guerre et la seule action importante de la campagne ; immédiatement après, les forces allemandes qui subsistaient sur la Nouvelle-Poméranie s’enfuirent vers l’intérieur des terres vers Toma. Après un siège qui dura peu de temps, la garnison allemande capitula et l’Australie put occuper l’île sans résistance.

### Sources
- Charles Bean, Anzac to Amiens, Canberra, Australian Capital Territory, Australian War Memorial, 1946 (OCLC 28535580, lire en ligne)
- (en) Joan Beaumont, Australia's War 1914–18, St Leonards, New South Wales, Allen & Unwin, 1995, 195 p. (ISBN 1-86373-461-9)
- Chris Coulthard-Clark, Where Australians Fought : The Encyclopaedia of Australia's Battles, St Leonards, New South Wales, Allen & Unwin, 1998, First éd. (ISBN 1-86448-611-2, OCLC 39097011)
- (en) Peter Dennis, Jeffrey Grey, Ewan Morris, Robin Prior et Jean Bou, The Oxford Companion to Australian Military History, Melbourne, Oxford University Press, 2008, Second éd., 634 p. (ISBN 978-0-19-551784-2 et 0-19-551784-9)
- Jeffrey Grey, A Military History of Australia, Port Melbourne, Victoria, Cambridge University Press, 1999, Second éd., 300 p. (ISBN 0-521-64483-6, lire en ligne)
- Jeffrey Grey, A Military History of Australia, Port Melbourne, Victoria, Cambridge University Press, 2008, Third éd. (ISBN 978-0-521-69791-0)
- (en) Herman Hiery, The neglected war : the German South Pacific and the influence of World War I, Honolulu, Hawaii, University of Hawaii Press, 1995, 387 p. (ISBN 0-8248-1668-4, lire en ligne)
- Ian Kuring, Redcoats to Cams : A History of Australian Infantry 1788–2001, Loftus, New South Wales, Australian Military History Publications, 2004, 571 p. (ISBN 1-876439-99-8)
- Anthony MacDougall, Australians at War : A Pictorial History, Balgowlah, New South Wales, Reed Books, 1991 (ISBN 1-86503-865-2)
- Seaforth MacKenzie, The Australians at Rabaul : The Capture and Administration of the German Possessions in the South Pacific, vol. Volume X, Canberra, Australian Capital Territory, Australian War Memorial, coll. « Official History of Australia in the War of 1914–1918 », 1941, Tenth éd. (OCLC 494426919, lire en ligne)
- Adam Marre, « Searching for Bitapaka: Creating Voices for History's Silenced », Limina, vol. 15,‎ 2009, p. 2–13 (ISSN 1833-3419, lire en ligne [archive du 25 janvier 2010], consulté le 23 décembre 2009)
- Kevin Meade, Heroes Before Gallipoli : Bita Paka and that One Day in September, Milton, Queensland, John Wiley & Sons Australia, 2005, 138 p. (ISBN 1-74031-117-5)
- George Odgers, 100 Years of Australians at War, Sydney, New South Wales, Lansdowne, 1994 (ISBN 1-86302-669-X)
- Charles Rowley, The Australians in German New Guinea 1914–1921, Carlton, Victoria, Melbourne University Press, 1958 (OCLC 378150)